# Есен
Вижте пояснителната страница за други значения на есен.
Есента е един от четирите сезона в умерения пояс, заедно с пролетта, лятото и зимата. Астрономически тя започва с есенното равноденствие (около 23 септември в Северното полукълбо и 21 март в Южното). В метеорологията се използва различна конвенция – есенни са месеците септември, октомври и ноември в Северното полукълбо и март, април и май в Южното.
Есента е преходен сезон с понякога доста високи температури в началото (циганско лято) и умерени до по-ниски към края, когато зимното слънцестоене (около 21 декември в Северното полукълбо и 21 юни в Южното полукълбо) бележи астрономическото начало на следващия сезон.
- През 2025 г. астрономическата есен (равноденствие) в Северното полукълбо започва[1] на 22 септември в 21:19 ч. българско време; ;

## Причини
Есента, както и останалите сезони се дължат на наклона на земната ос, който е 23.5° спрямо орбиталната равнина в която се движи Земята. Поради този наклон различни части на планетата са подложени на различно осветяване от страна на Слънцето. Астрономическата есен започва в деня на есенното равноденствие, т. нар. есенна равноденствена точка, която е около 22 септември за Северното и 20 март за Южното полукълбо. В този ден директните слънчеви лъчи падат точно върху екватора. След този ден, ъгълът на слънчевите лъчи непрекъснато намалява, поради което слънчевото греене и радиация намаляват значително. Вследствие настъпва понижение на температурите с преобладаващо хладно време. Есенното понижение на температурите става със същия темп, както и пролетното повишение. С тази разлика, че в началото на есента те са високи, но около средата на сезона бързо спадат в интервала около и под 15 градуса Целзий (в далечните Северни и Южни райони на планетата дори и отрицателни). Нагретите континентални и водни площи от лятото бързо губят топлина, а в районите зад полярния кръг слънцето залязва и тъмната част на денонощието нараства. Тези фактори водят до повишаване загубата на топлина в Космоса. Студеното, хладно и дъждовно време преобладава в умерените ширини на планетата през този период. След втората половина на сезона, с наближаване деня на зимното слънцестоене времето захладнява трайно, облачността нараства, валежите са продължителни, падат чести и трайни мъгли и духат силни ветрове. Типично в началото или средата на есента се образуват и слани. Към края на сезона, температурите се понижават значително и преминават в интервала около и под 0 °C – преход към зимата. Продължителността и силата на слънчевото греене става незначително, а поради малкия ъгъл голяма част от лъчите се разсейват в атмосферата и тяхната сила достига своя минимум през годината. В последните дни на есента започват превалявания от сняг, като в по-студените части на планетата и някои планински райони това може да се случи и по-рано. Астрономическата есен завършва в деня на зимното слънцестоене – в края на декември за Северното и края на юни за Южното полукълбо. Тогава слънчевите лъчи идващи под ъгъл 90 градуса падат съответно върху Южната или Северната тропична окръжности и спират миграцията си на юг или север. В този ден слънцето заема най-ниското си видимо положение над хоризонта в това полукълбо, като след това започва бавно да се издига.

## Други
На есента е наречена улица „Златна есен“ в квартал „Суходол“ в София (Карта).
1. Видео файл с обяснения за причините
2. Видео файл с обяснения за причините
3. Вижте къде в момента са директните слънчеви лъчи – Жълтият слънчев знак маркира мястото където слънцето в този момент е в зенит.

## Галерия
- Есен
- Вековен дъб в есенна премяна
- Черешова градина през есента
- Горист хълм в долината на Струма при с. Боснек
- Есен в Стара планина